# Sulfito oxidase
A Sulfito oxidase (SO) é o nome genérico de um grupo de três enzimas que oxidam o sulfito em sulfato, via citocromo c, e transferem os elétrons produzidos para a cadeia de transporte de elétrons, permitindo a geração do Trifosfato de adenosina (ATP) na fosforilação oxidativa. A SO contém um cofator de molibdênio da ligação da molibdopterina com o molibdênio. Em animais, a enzima é responsável pela etapa final de degradação de aminoácidos contendo enxofre e é crítica na desintoxicação do excesso de sulfito. A deficiência da enzima é rara mas pode causar doenças neurológicas. 